# Mangora schneirlai
Mangora schneirlai är en spindelart som beskrevs av Arthur M. Chickering 1954. Mangora schneirlai ingår i släktet Mangora och familjen hjulspindlar.
Artens utbredningsområde är Panama. Inga underarter finns listade i Catalogue of Life.